# متلازمة XYY
متلازمة XYY هو اضطراب وراثي سببه اختلال في الصيغة الصبغية لصبغيات الجنس يحدث فيها أن يستقبل الذكر صبغي Y زائدة مسببة النمط النووي 47,XYY.وهذه المتلازمة محصورة في الذكور فقط.

## الأسباب
47,XYY ليست موروثة ولكن تحدث عادةً عشوائياً خلال تكوين خلايا الحيوانات المنوية. الخلل في فصل الكروموسوم خلال طور الصعود (من الانقسام الاختزالي الثاني) يمكن أن يؤدي إلى خلاية منوية مع نسخة اضافية من الكروموسوم واي y. إذا كانت إحدى هذه الخلايا المنوية غير النمطية تساهم في التكوين الجيني للطفل، فإنه سوف يحصل على كروموسوم y إضافي في كل خلية من خلايا الجسم.

## الحدوث
إن نسبة ولادة صبي يحمل هذه الصبغة الوراثية 47XYY هو واحد من كل 1000 صبي. إن حدوث صبغة 47XYY في الوليد لا علاقة لهُ بسن الوالدين أو لا يتأثر بتقدّم الأم أو الأب في السن.